# クルドサック

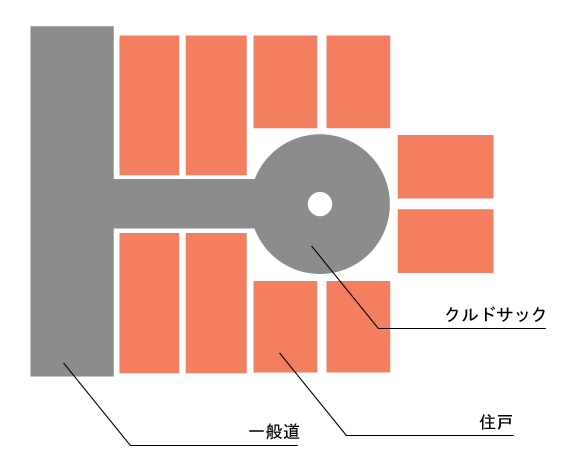
クルドサックの図

クルドサック、カルドサック（cul-de-sac 英語: [ˈkʌldəsæk] ( 音声ファイル), [ˈkʊldəsæk]、 フランス語: [kyd(ə).sak] ( 音声ファイル)）とは、住宅地における宅地割りの際に袋小路状の道路（図参照）を造るものである。フランス語で袋小路（cul:尻、sac:袋）を意味する。

## 概要
道路の末端がサークル状になっており、自動車は通り抜けできないが、Uターンは可能である。このため、道路には通過交通が生じず、主に周辺の区画に住む居住者が使用する。単なる行き止まりでは防災上の課題が生じるため、クルドサックの先に（自動車の通れない）路地を通し、避難路を確保する場合もある。

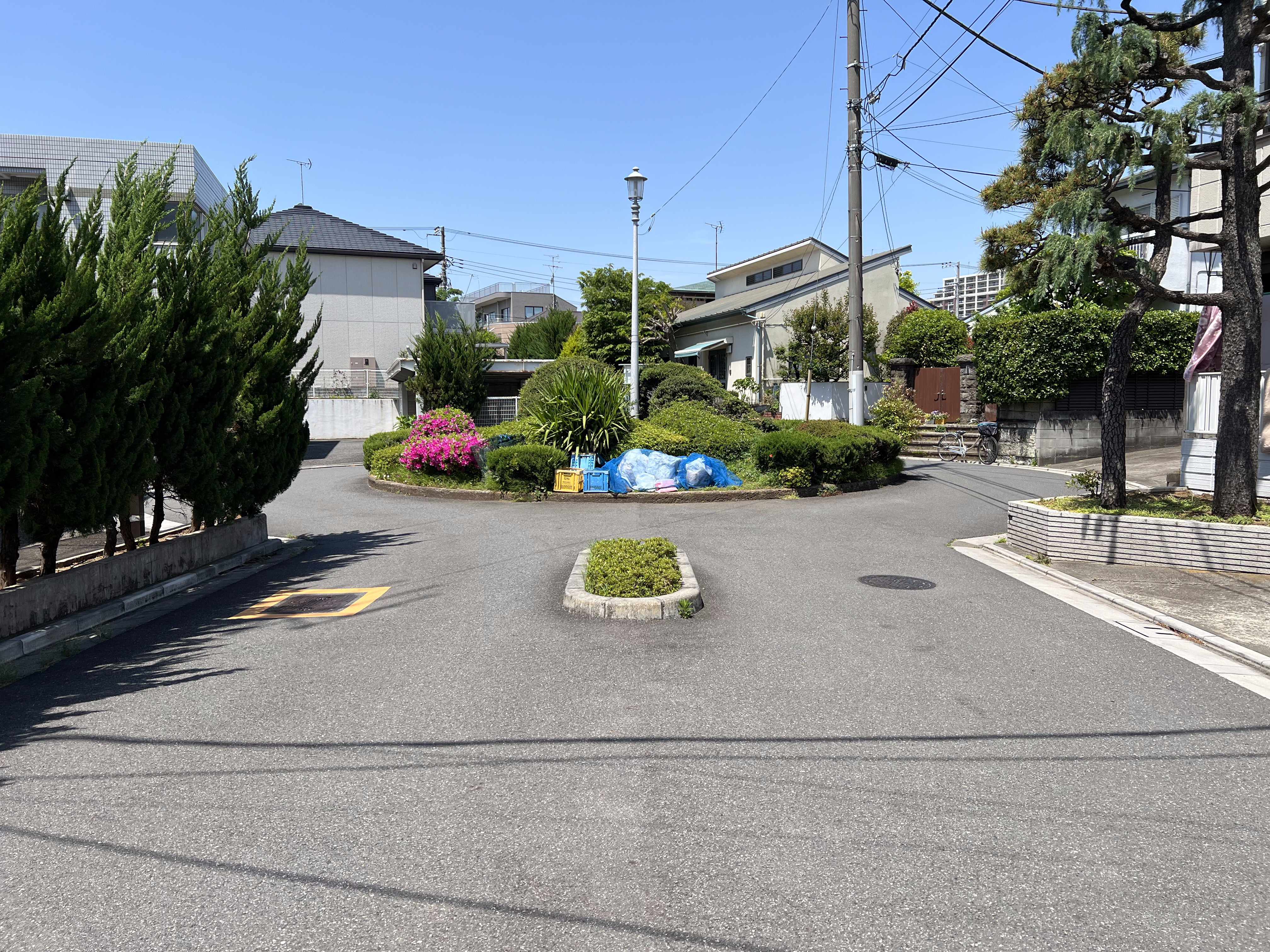
常盤台の例

クルドサックが計画的に配置された宅地開発として、ニュージャージー州のラドバーンが有名。日本では大規模な宅地開発の基準として行き止まり道路を認めていない都道府県が多かったため、大規模開発地でクルドサックを取り入れた計画は立てにくく数が少ないが、大規模な開発地では東京都板橋区の常盤台、神奈川県横浜市青葉区の美しが丘（たまプラーザ）、埼玉県東松山市のむさし緑園都市高坂地区（高坂ニュータウン）などで見られる。
そのほか類似のものでは開発基準から除外されたミニ開発（数軒の建売住宅地など）において土地効率を上げるために採用される場合があるが、多くはロータリーが設置されない場合が多いのでクルドサックとは異なるものとなる。またクルドサックの先に路地が接続されていない場合が多いので歩行者であっても完全に通り抜けが出来ないことになる。
課題としては交通の偏りによる渋滞の発生や、除雪時の手間が増えたり除雪車のサイズを適正にしなければならなかったりすることである。
なお宅地造成などで、袋路状道路とできる場合は、延長が35mを超える場合で、終端及び区間35m以内ごとに自動車の転回広場が設けられている場合や幅員が6m以上の場合である。また、延長が35m以下の場合や広場その他これらに類するもので自動車の転回に支障がないものに接続している場合である。これらは袋状道路の幅をDとすると、4m≦D＜6mの場合であるが、D が6m以上の時は35m以上でも良い。